# Jerk Alton
Jerk Alton, född 31 juli 1937 i Oscars församling, Stockholms stad, är en svensk arkitekt. Alton föddes i Stockholm, men har under större delen av sitt liv varit bosatt i Närke i Örebro och Glanshammar. Som arkitekt har han dock varit verksam i hela Sverige och han har specialiserat sig på renovering och rekonstruktion av kyrkor och äldre träbyggnader. Alton har även varit lokalpolitiskt aktiv inom Folkpartiet.

## Verk i urval
- Hjortkvarns kyrka 1969–1970
- Kumla kyrka 1969–1973
- Brunskogs kyrka, 1972–1975

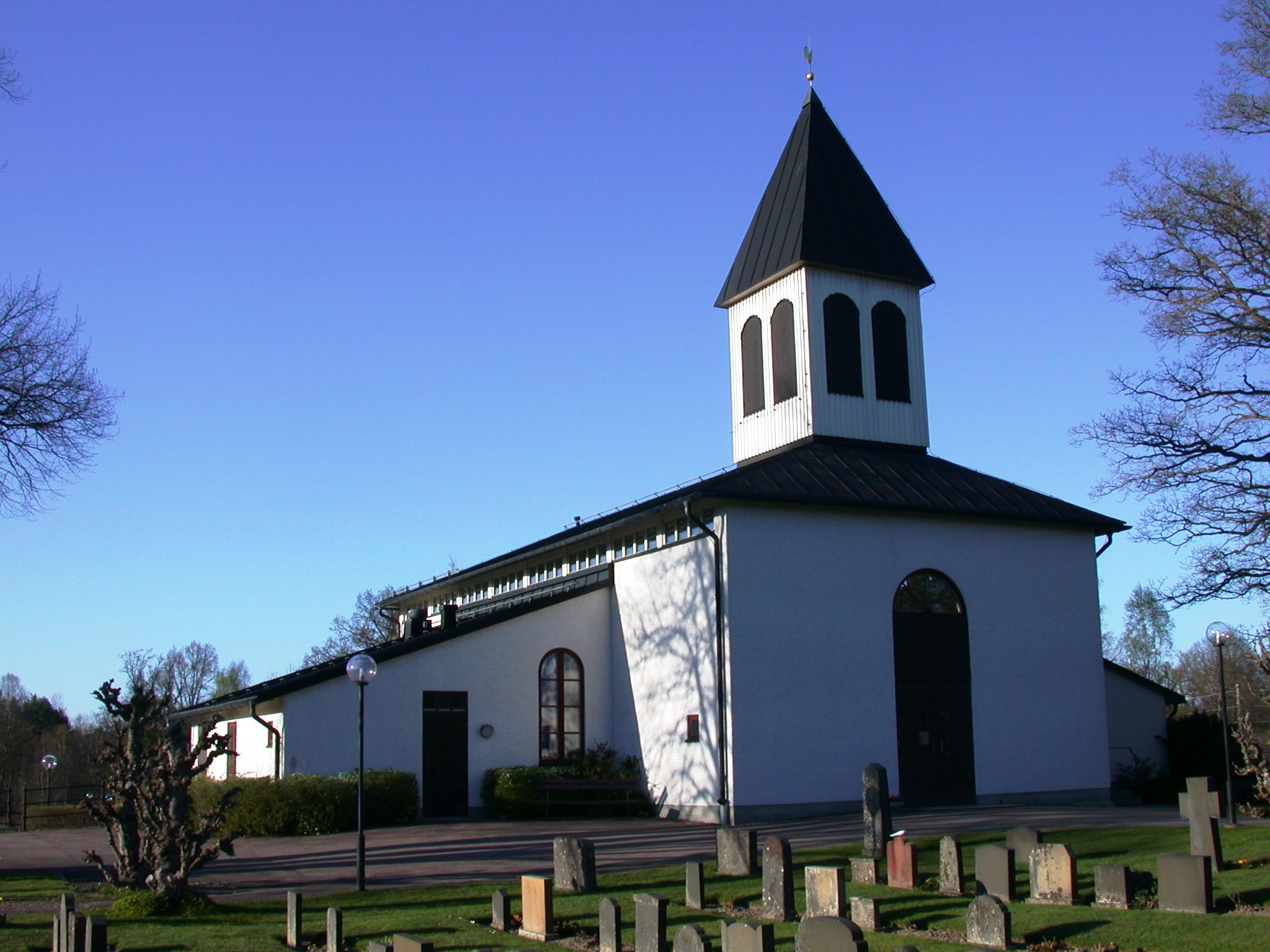
Hälleberga kyrka, Jerk Alton 1976

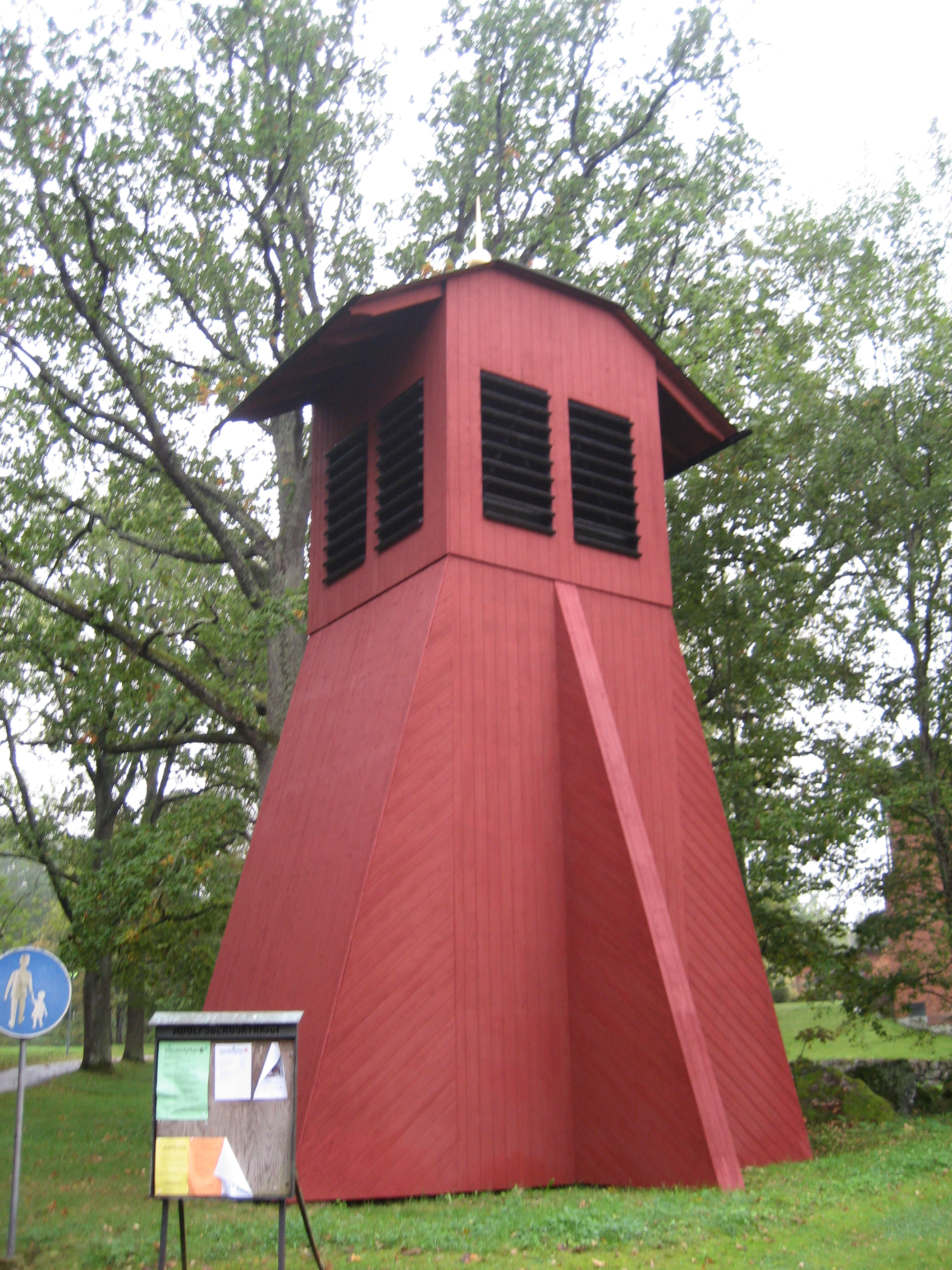
Klockstapeln vid Adolfsbergskyrkan i Örebro, ritad av Jerk Alton 1985

- Nora-Karlslunds gravkapell 1973–1976
- Hällabrottets kyrka 1973–1976
- Pålsboda kyrka, församlingshem 1974–1976
- Örsjö kyrka 1974–1976
- Sankt Lukas kyrka och församlingshem i Kallhäll 1976–1978
- Hälleberga kyrka 1976–1979
- Klockstapeln vid Adolfsbergskyrkan i Örebro
- Dömle stiftsgårds kapell
- Rättviks stiftsgårds kapell
- Ransäters kyrka 1983–1986
- Munkfors kyrka 1985–1989
- Enebybergs kyrka, ombyggnad 1984–1987
- Umeå landsförsamlings kyrka ("Backens kyrka") 1987–1990
- Brålanda kyrkas vapenhus 1990
- Kantzow Johanniskirche, Tyskland
- Garphyttans S:t Josefs kapell 1992–1994
- Ansgarslidens kapell, Sigtuna 1993–1995
- Kyrkans hus kapell Marias lovsång, Uppsala 1994–1996
- Stjärnholms stiftsgårds kapell 1994–1997
- Örebro universitet: Stillhetens rum, campusområdet
- Varbergs kyrka, invändig omgestaltning 1998–2000
- Fjellstedtska skolans kapell, Uppsala 2001–2002
- Sollyckans kyrka, Varberg 2001–2005
- Ekängens kyrka, Linköping 2010– Ingår i Åkerbo församling

## Utmärkelser
- H. M. Konungens medalj i guld av 8:e storleken (Kon:sGM8, 2020) för betydande insatser inom kyrkoarkitekturen[6]